# Horace Tabor

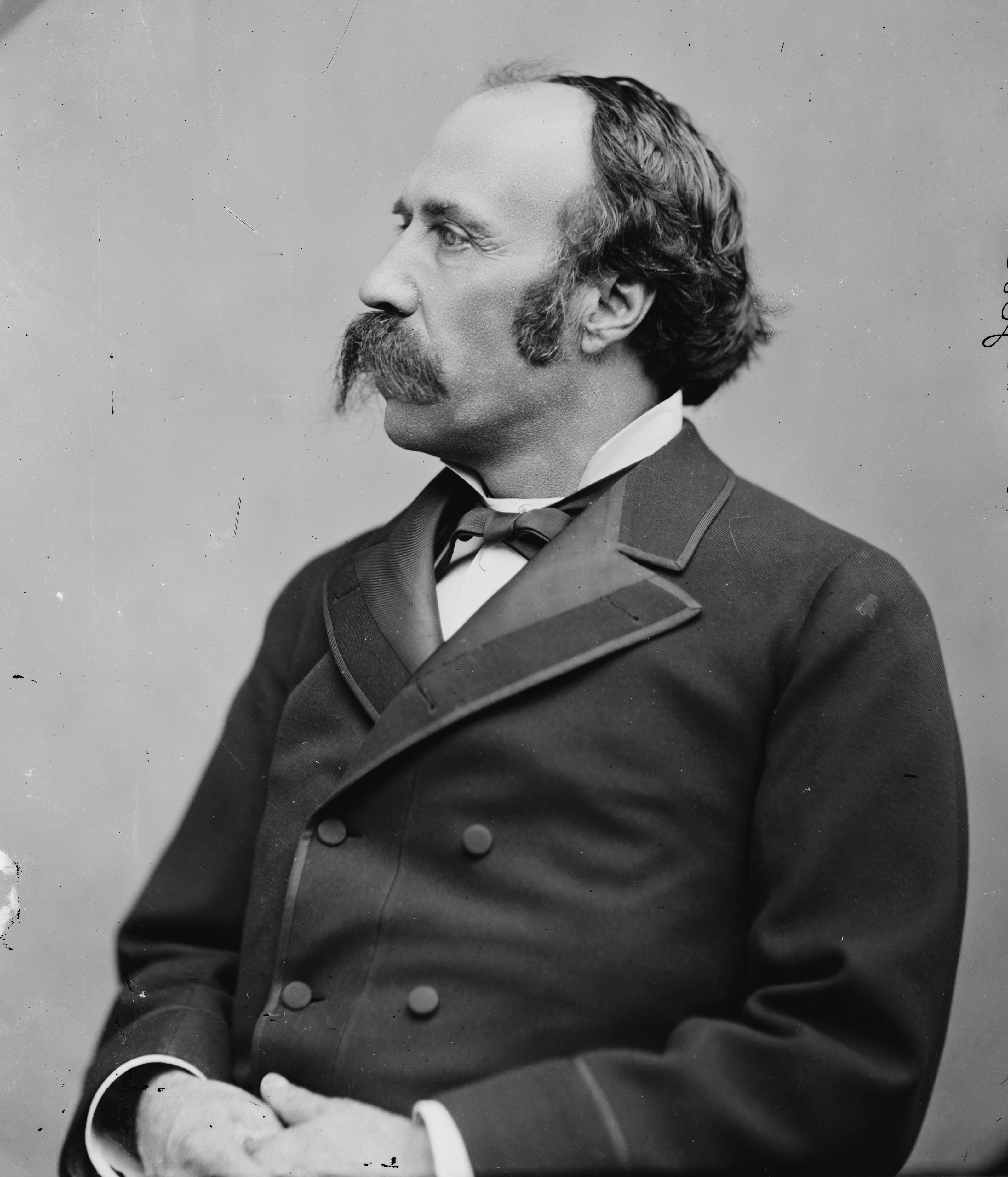
Horace Tabor

Horace Austin Warner Tabor (* 26. November 1830 in Holland, Vermont; † 10. April 1899 in Denver, Colorado) war ein US-amerikanischer Politiker der Republikanischen Partei. Vom 27. Januar 1883 bis zum 3. März 1883 saß er für den US-Bundesstaat Colorado im US-Senat.

## Steinmetz und Kaufmann
Tabor wurde im kleinen Städtchen Holland im Orleans County geboren. Dort machte er eine Lehre zum Steinmetz. Im Alter von 19 verließ er seine Heimat, um als Steinmetz in Maine und Massachusetts arbeiten zu können. 1855 zog es ihn dann in das Kansas-Territorium, wo er sich als Farmer in der Nähe von Manhattan niederließ. 1857 zog es ihn der Liebe wegen wieder nach Maine. Dort heiratete er Augusta Pierce. Nach der Hochzeit zogen beide gemeinsam wieder auf Tabors Farm. 1859 zog es das Paar dann nach Colorado, wo sie in Buckskin Joe, heute eine Geisterstadt, ein Geschäft eröffneten. 1877 zogen die beiden dann nach Leadville. Dort sammelte Tabor im Jahr 1878 erste politische Erfahrungen als Bürgermeister.

## Silberkönig
Am 3. Mai 1878 begann der Silberboom in Colorado mit dem Fund von Silberadern in der Nähe der Little Pittsburg mine. Tabor war Miteigentümer dieser Mine und nutzte den Gewinn, den die Mine fortan abwarf, für weitere Investitionen. 1878 kandidierte Tabor für das Amt des Vizegouverneurs von Colorado. Nach der erfolgreichen Wahl diente er unter den Gouverneuren John Long Routt und Frederick Walker Pitkin. Während seiner Amtszeit wurde er für kurze Zeit in den US-Senat als Nachfolger von George M. Chilcott entsandt. Der gewählte Amtsinhaber Thomas M. Bowen zog Anfang März 1883 dann regulär in den Kongress ein, Tabor schied daraufhin wieder aus. 1883 heiratete er dann Elizabeth McCourt, der Ehe entstammten zwei Kinder.

## Letzte Jahre und Tod
1884, 1886 und 1888 kandidierte Tabor erfolglos für das Amt des Gouverneurs von Colorado. Nach dem Abschwung des Silberbooms verlor Tabor einen Teil seines Vermögens. In den letzten Jahren zog er sich ins Privatleben zurück. 1899 verstarb Tabor an einer Appendizitis in Denver.

## Rezeption
1932 verfilmte Alfred E. Green Tabors Leben in dem Drama Silberdollar mit Edward G. Robinson.